# Johann Wolfgang Kipping
Johann Wolfgang Kipping (* 2. April 1695 in Bayreuth; † 2. Februar 1747 in Helmstedt) war ein deutscher Jurist und Hochschullehrer an der Universität Helmstedt.

## Leben und Wirken
Johann Wolfgang Kipping studierte Rechtswissenschaften in Jena und Halle. Zu seinen akademischen Lehrern gehörte der Naturrechtler Christian Thomasius.
Nach seinem Studienabschluss nahm er zunächst eine praktische Tätigkeit auf und wurde 1720 Adjunkt bei dem Hofsekretär Langen in Bayreuth. 1724 wurde er am Bayreuther Fürstenhof markgräflicher Sekretär, 1727 Archivar und 1728 Geheimsekretär und Hofrat. Nach dem Tod des Markgrafen Friedrich Karl wurde er entlassen.
Kipping schlug jetzt eine akademische Laufbahn ein und hielt an der Universität Jena als Privatdozent juristische Vorlesungen. 1737 erhielt er einen Ruf auf den Lehrstuhl für Staatsrecht und Geschichte an der philosophischen Fakultät der Universität Helmstedt. Nach seiner Promotion zum Doktor der Rechte im Jahr 1741 erhielt er zusätzlich eine ordentliche Rechtsprofessur und wurde Beisitzer der juristischen Fakultät. Kipping starb 1747. Bei seinem Tod war er überschuldet; die Universität übernahm die Regelung des Nachlasses.
Die wissenschaftlichen Werke Kippings widmeten sich vor allem dem Kirchenrecht.

## Werke (Auswahl)
- Commentatio de usucapione juris publici, qua praesciptio et inter gentes, et inter rerumpublicarum rectores atque subiectos, valida ex solidis juris naturae, jurisque publici tam universalis, quam particularis imperii rom. germ. principiis. Weygand, Helmstedt 1738. (Digitalisat)
- Prolusio de statu religionis ante pacem Rysvicensem. Schnorr, Helmstedt 1738. (Digitalisat)
- Prolvsiones Jvris Ecclesiastici Recte Constitvendi Sive Commentationes De Sacerdotio Novi Foederis Et De Rationibvs Sacrorvm Solemnivm. adj. est apologeticus pro Martino Luthero combusti juris canonici reo. Leuckard, Helmstedt 1744. (Digitalisat)
- Dissertatio Inavgvralis Jvridica De Partv Dvbio, Qvem Scilicet Vidva Intra Dies Lvgvbres Enixa Est. Schnorr, Helmstedt 1744. (Digitalisat)
- Syntagma juris ecclesiastici. Schröder, Braunschweig 1752. (Digitalisat)